# Quesnel Lake
Quesnel Lake ist ein See im Osten der kanadischen Provinz British Columbia.

## Lage
Der See liegt im Quesnel-Hochland am Rande der Cariboo Mountains. Er wird vom Quesnel River zum Fraser River hin entwässert. Der See hat eine Fläche von 266 km². Mit einer maximalen Tiefe von 506 m ist er der tiefste See in British Columbia. Der See hat eine Y-förmige Gestalt. Der 30 km lange nördliche Arm wird vom Mitchell River gespeist, während der Niagara Creek in den 50 km langen südlichen Arm mündet. Die maximale Länge des Quesnel Lake beträgt 95 km. Dabei weist er eine Breite bis zu 3,5 km auf. Der Horsefly River trifft von Süden her auf das Abflussende des Quesnel Lake. Während der Cariboo Mountains Provincial Park an die beiden Seearme im Nordosten sowie Osten angrenzt, befindet sich am westlichen Ende des Sees der Cedar Point Provincial Park.
Im Jahr 2014 brach das Absetzbecken des angrenzenden Kupfer- und Goldbergwerks Mount Polley (Mount-Polley-Dammbruch) und 25 Mio. m3 Wasser und Schlamm flossen in den Quesnel Lake.
Der See liegt im traditionellen Siedlungs- und Jagdgebiet der Tsilhqot'in.